# Paul G. Deker
Paul Gerhard Deker (* 1943 in Stuttgart; † 13. April 2011 in Schweden) war ein deutscher Jazzfotograf.
Deker wuchs in Stuttgart auf und begann als Zehnjähriger mit der Boxkamera seines Vaters zu fotografieren. Nach einer technischen Ausbildung und einer Volontärzeit bei einer Filmproduktion absolvierte er die Adolf Lazi-Fotoschule in Stuttgart. Daneben begann auf Jazz- und Blues-Konzerten und in Musikclubs zu fotografieren. Um 1964 erschien Dekers erstes Jazzfoto in der Stuttgarter Zeitung, das Wolfgang Dauner Trio mit Eberhard Weber und Fred Braceful. Es folgte die Zusammenarbeit mit der Zeitschrift Jazz Podium; weitere Fotos Dekers erschienen in Zeitungen, Büchern, Kalendern und auf Schallplatten-Covern von Karl Berger (From Now On, 1967) und Albert Mangelsdorff/Masahiko Sato ( Spontaneous, 1971).
Die erste Fotoausstellung hatte er 1967 beim Montreux Jazz Festival. 1969 zog er nach Schweden und arbeitete in Stockholm als ständiger Mitarbeiter der schwedischen Fachzeitschrift Orkester Journalen. Seine Fotografien erschienen auf den LP-Covern u. a. von Don Cherry, Okay Temiz, Herbert Joos, Conny Bauer/Gianluigi Trovesi (Secret Points 1979), Alphonse Mouzon, Peter Brötzmann (Machine Gun), Joe Henderson (Mirrormirror), Mats Gustafsson und Ken Vandermark. Daneben unterrichtete er 1972–74 an der Stockholmer Fotoschule. Parallel zu seiner publizistischen Tätigkeit hatte er eine Reihe von Ausstellungen; 2004 fand eine große retrospektive Ausstellung in Stuttgart statt. 2008 zeigte die Galerie Kaponjären in Vaxholm unter dem Titel Musikscenens Ikoner eine Auswahl seiner Fotografien in der historischen Rindö Redutt.